# Juárez, Chiapas
Juárez là một đô thị thuộc bang Chiapas, México. Năm 2005, dân số của đô thị này là 20173 người.